# NFL 1961
Die NFL-Saison 1961 war die 42. Saison im American Football in der National Football League (NFL), der damals, zusammen mit der American Football League (AFL), höchsten Footballliga der Vereinigten Staaten. Die Regular Saison begann am 17. September 1961 und endete drei Monate später, am 17. Dezember 1961.
Als Expansion Team kamen die Minnesota Vikings hinzu, welche ursprünglich 1960 bereits der neugegründeten Konkurrenzliga American Football League beitreten sollten, jedoch von der etablierteren NFL abgeworben wurden. Es war die erste Saison, bei der jede Mannschaft 14 statt der zuvor 12 Saisonspiele absolvierte. Meister wurden die Green Bay Packers, welche im NFL Championship Game 1961 die New York Giants mit 37:0 schlugen.
In der Preseason kam es wie in den Jahren zuvor zu Spielen gegen Teams der Canadian Football League. Die St. Louis Cardinals schlugen die Toronto Argonauts mit 36:7 und die Chicago Bears besiegten die Montreal Alouettes 34:16, wobei es gegen Spielende zu einer Massenschlägerei kam, weshalb vier Spieler disqualifiziert wurden.
Zum wertvollsten Spieler der Saison wählte die Associated Press (AP), United Press International und der Maxwell Football Club, Vergeber des Bert Bell Awards, Green Bays Runningback Paul Hornung, während die Newspaper Enterprise Association (NEA) abweichend Y. A. Tittle, Quarterback der Giants, auserkor.
Die NFL verkaufte die Fernsehrechte am Championship Game für zwei Jahre an die NBC. Der Preis betrug 615.000 Dollar je Spiel.
Weiterhin beschloss die NFL im Gründungsort der Liga, in Canton (Ohio), die Pro Football Hall of Fame zu errichten.

## Regular Season
Mit dem Zugang der Minnesota Vikings zur Western Conference wechselten die Dallas Cowboys zur Eastern Conference.
| Western Conference  |    |    |   |       |     |     |
| Team                | S  | N  | U | SQ 1  | P+  | P−  |
| Green Bay Packers   | 11 | 3  | 0 | 0,786 | 391 | 223 |
| Detroit Lions       | 8  | 5  | 1 | 0,615 | 270 | 258 |
| Baltimore Colts     | 8  | 6  | 0 | 0,571 | 302 | 307 |
| Chicago Bears       | 8  | 6  | 0 | 0,571 | 326 | 302 |
| San Francisco 49ers | 7  | 6  | 1 | 0,538 | 346 | 272 |
| Los Angeles Rams    | 4  | 10 | 0 | 0,286 | 263 | 333 |
| Minnesota Vikings   | 3  | 11 | 0 | 0,214 | 285 | 407 |

| Eastern Conference  |    |    |   |       |     |     |
| Team                | S  | N  | U | SQ 1  | P+  | P−  |
| New York Giants     | 10 | 3  | 1 | 0,769 | 368 | 220 |
| Philadelphia Eagles | 10 | 4  | 0 | 0,714 | 361 | 297 |
| Cleveland Browns    | 8  | 5  | 1 | 0,615 | 319 | 270 |
| St. Louis Cardinals | 7  | 7  | 0 | 0,500 | 279 | 267 |
| Pittsburgh Steelers | 6  | 8  | 0 | 0,429 | 295 | 287 |
| Dallas Cowboys      | 4  | 9  | 1 | 0,308 | 236 | 380 |
| Washington Redskins | 1  | 12 | 1 | 0,077 | 174 | 392 |

 Teilnahme Championship Game
 Teilnahme Playoff Bowl

## Postseason
|                   | 1 | 2  | 3  | 4 | Gesamt |
| ----------------- | - | -- | -- | - | ------ |
| New York Giants   | 0 | 0  | 0  | 0 | 0      |
| Green Bay Packers | 0 | 24 | 10 | 3 | 37     |

|                     | 1 | 2  | 3 | 4  | Gesamt |
| ------------------- | - | -- | - | -- | ------ |
| Philadelphia Eagles |   | 0  |   | 10 | 10     |
| Detroit Lions       |   | 24 |   | 14 | 38     |

|                    | 1  | 2 | 3 | 4  | Gesamt |
| ------------------ | -- | - | - | -- | ------ |
| Western Conference | 14 | 3 | 7 | 7  | 31     |
| Eastern Conference | 3  | 7 | 6 | 14 | 30     |